# 蛇行

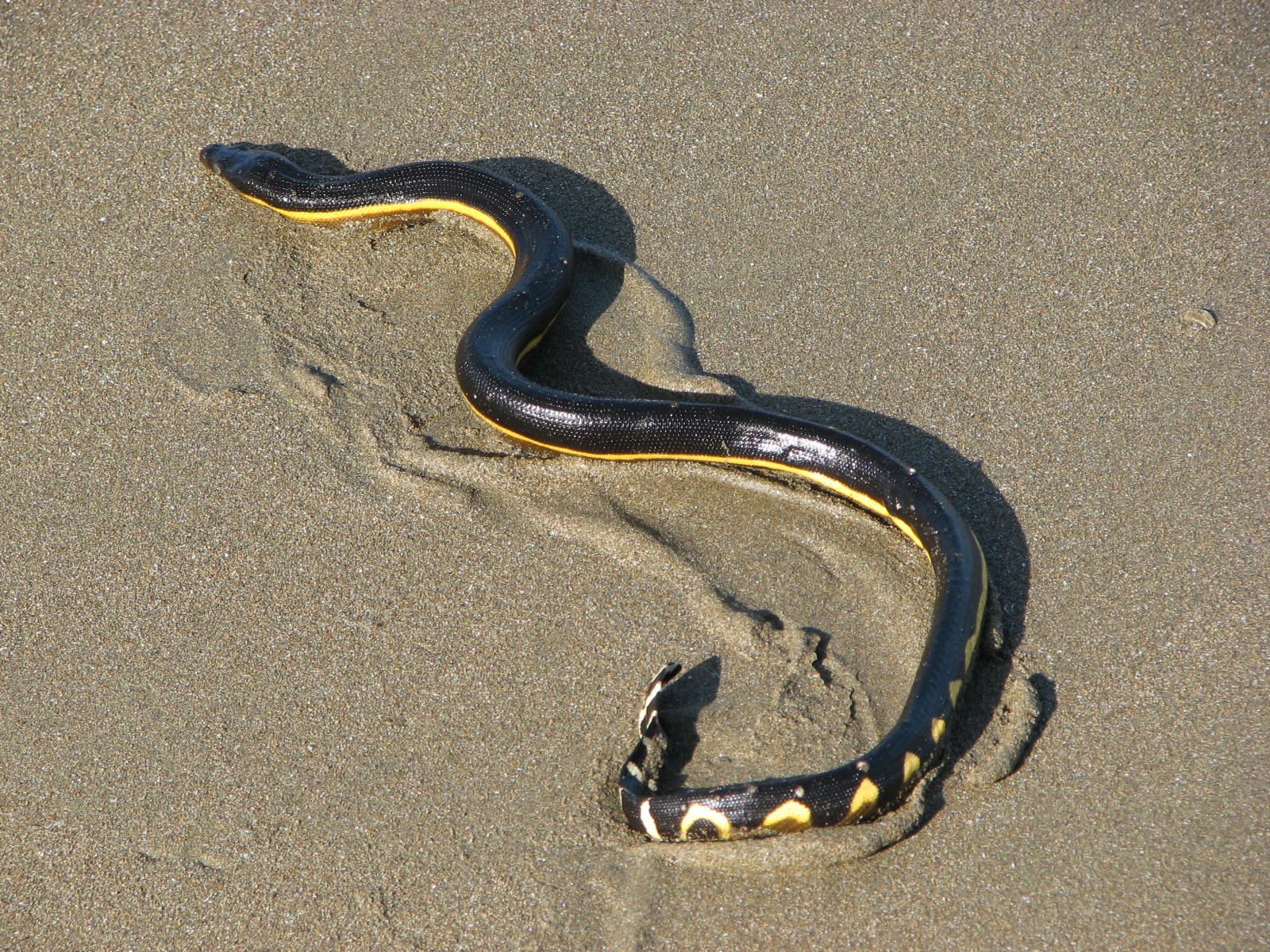
蛇行

蛇行，指的是蛇類生物在進行陸地移動時的主要方式。蛇類生物沒有足部，而是利用腹鱗及肌肉的縮放產生移動力。蛇的移動方式主要有四種，分別是蜿蜒式、側行式、直蠕式和風琴式。

## 蜿蜒式
蜿蜒式是其中一個為人熟知的蛇行移動手段，亦即「S」形的波浪式走法。這種移動手法是最多蛇類（陸地型及水行型亦然）所採用的，牠們會先從頸部位置開始，有規律地收放全身的肌肉，緩緩地把身體往前揉動，讓身體形成一條順暢的流線模式，達至前進的效果。這種方法讓水蛇類便於在水中移動，因為牠的肌肉運動能發揮如槳、蹼般的效果，以身邊的水作為其發力的支點，加速身體的游進作用。至於在陸地上，蛇類必須在地面找到能對其產生阻力的地表（例如堅硬的岩石），因為這樣牠才方便利用腹部的鱗甲與地面作出有效的摩擦，藉以把身體迅速推前。

## 側行式
側行式是大多數蛇類（尤指新蛇科）的移動方式之一，多用於行走在鬆散或濕滑的地形之上。這種移動方式以撒哈拉角蝰、角響尾蛇等經常於沙漠上出沒的蛇類最為常用，另外一些在東南亞出沒的水游蛇類亦經常以側行式移動於濕泥沼地之間。經過實驗證實，大部分新蛇都能在人造的平滑地面上，以側行式隨意移動。
側行式的原理基本上與「蜿蜒式」一脈相承，兩種蛇行方式軌跡所畫出的圖型都有如正弦曲線。蛇類在移動時，自然地將身體分成若干段落，每個段落順序地擔任曲線的正極或負極（以正弦曲線的概念作想像藍圖），這些段落的交替過程產生盤動的力量，讓蛇行的模式得以實踐。「側行式」比「蜿蜒式」更加強了向側移動的力道。
由於蛇類竄動身體時，其身體的每個段落長度是相當平均的，每段蛇體所滑行的路線曲折度亦相若；因此蛇體在移動的過程中，擺動幅度往往顯得相當平穩。蛇行時，蛇類的頭部彷彿被「拋」向前方（通常是往側面拋，這個步驟亦是蛇行中最需要使力的時候），然後身體如鞭子飛舞般跟上。蛇身有固定的擺動路線，前一段落完成路段，接著後一段落補上前一段落，每個段落都在適當的位置拐彎（拐彎幅度呈「J」字），重覆的動作讓整個蛇體慢慢走完其固有的曲線。蛇類進行蛇行時，腹部的鱗甲會在地上留下清晰的痕跡，該痕跡能直接呈現出蛇的長度。

側行式示意圖

## 直線式
直線式是一種比較緩慢的蛇行法，又稱蠕動式，多由蟒蛇或蚺蛇等體型龐大的蛇類所運用。這種行走方式亦常見於毛蟲類或鱗翅目生物的幼蟲階段，亦稱為「直線蠕動」。運用蠕動式的蛇類同樣需要把身體擠壓成曲線，不過其波浪形態卻是「上下」運動，而不是「左右」運動。
移動期間，蛇的肌肉會收緊下腹部鱗片以抓住地面，身體隆起的部份會暫時離開地面，而身體較後的段落便會推前補上騰出的空間；接著蛇類會運用隆起部份的肌肉向前方推出，頭部亦盡力向前伸延，隨著這個運動，身體亦會重新回復筆直狀態。連續不斷的「隆起、伸前」，將拉動蛇直線前進。

## 風琴式
風琴式算得上是蛇類進行攀爬時所運用的行走方式。上述的各種移動方法，普遍適用於蛇類行走於水平地形的情況，可是當蛇類要跨越障礙或向上方攀進時，所需要的力氣及技巧，卻是前面數種方法都不能達成的。當面對需要向上攀緣的地形時，使用風琴式的蛇類，原理就像樂器中的風琴一樣，會先從頸部位置收縮肌肉，以腹部的鱗片找一個穩定的支點；確定身體能貼伏在地面後，再將自己的身體分節地往左右兩邊緊緊摺疊擠壓，形成緊迫屈折的曲線，再運用全身肌肉盡力往前方伸延，達至整個身體向前推移的目的。

## 引申用法

### 地理上的蛇行

「蛇行」的河川

「蛇行」也可以形容一些以類似蛇類行走的「S」形姿態，有規律地流動著的河川或氣流。一些河水在河徑運行的過程中，由於內側河岸的水流動較慢，逐漸造成沙石的沉積；相反外側的河岸水流較急，土石受侵蝕的情況亦較劇烈，河床因此變深。久而久之，河道的兩側會產生平衡地向外側靠攏的屈曲情況。經過彎位而繼續流動的水，外側一方在侵蝕河岸蒙受了一定的阻力，水流會稍為變緩，亦將會在下一個屈曲位置反而化成沉積砂石的一側，形成方向相反的屈曲作用。同一河道連續出現上述情況，便會形成一條形如蜿蜒式蛇行的河道。
屈曲位置的內側因為積聚了沙石，因此亦被人類利用為建築地基，這些地方稱為「中洲」，某些地區的都市均在這種地形上建成，例如有日本大阪的中之島，以及法國巴黎的西岱島等。

### 铁路中的蛇行
铁道车辆具有一定踏面斜度的轮对沿直线轨道滚动时产生的自激振荡被称为蛇行运动。